# Дудун Тетяна Володимирівна
Дудун Тетяна Володимирівна (*16 червня 1967 року) — український географ-картограф, кандидат географічних наук, доцент географічного факультету Київського національного університету імені Тараса Шевченка.

## Біографія
Народилась 16 червня 1967 року в Тетієві Київської області. Закінчила у 1990 році Київський університет, у 1997 році аспірантуру Інституту географії НАН України. У 1990—2006 роках працювала в Інституті географії НАН України спочатку інженером, пізніше провідним інженером, науковим співробітником. З 2006 року працює у Київському університеті асистентом кафедри геодезії та картографії. Кандидатська дисертація «Теоретико-методичні основи картографування стану генофонду населення України» захищена у 2005 році.
Викладає фахові дисципліни: «Загальні географічні карти», «Картографія», веде науковий семінар з «Основ топоніміки».

## Наукові праці
Автор 13 наукових праць, 5 з них науково-методичного спрямування. Основні праці:
1. Теоретико-методичні основи картографування (зокрема «Хвороби століття»). — К., 2006.
2. Структура та зміст атласу стану генофонду населення України. — К., 2007.